# Gellért Elemér
Gellért Elemér, születési és 1899-ig használt nevén Grünhut Elemér (Pécs, 1880. szeptember 5. – Budapest, Terézváros, 1964. július 20.) sebész, egészségügyi főtanácsos.

## Életpályája
Grünhut Ignác (1848–1890) ügyvéd, az izraelita hitközség alelnöke és csepregi Schapringer Adél (1852–1933) gyermekeként született. Anyai nagyapja Schapringer Joachim (1809–1896) bankár, aki meghatározó szerepet töltött be Pécs város közéletében és a zsidó hitközségben; utóbbinak negyed évszázadon át vezetője volt.
Középiskolai tanulmányait szülővárosában végezte, majd felvételt nyert a Budapesti Tudományegyetem Orvostudományi Karára, ahol 1904-ben avatták orvosdoktorrá. Ezután segédorvosként a XVII. helyőrségi kórházban teljesített szolgálatot. Ezután a Dollinger Gyula által vezetett I. sz. Sebészeti Műtőintézet növendéke lett, ahol megszerezte műtősebészi oklevelét. 1906 novemberében kinevezték a pesti oldalon lévő közkórházak segédorvosává. A Szent Rókus Kórház I. sz. Sebészeti Osztályán Herczel Manó professzornál volt orvosgyakornok, majd segéd- és később alorvos. 1911-től 1920-ig a „Gondviselés“ Ápolónőket Képző Egyesület Kórházának műtőfőorvosa és az ápolónőképzés gyakorlati vezetője volt, s 1913-ig tagja volt a Budapesti Munkásbiztosítási Választott Bíróság orvosszakértőinek. 1913 után baleseti orvosszakértő a Budapesti Kerületi Munkáspénztárnál. Az első világháború idején mint népfelkelő ezredorvos teljesített szolgálatot, majd az Auguszta barakk-kórház III. sz. Sebészeti Osztályának vezetője lett. 1921-ben megválasztották a Charité Poliklinika és Kórház sebészfőorvosává. 1927 és 1937 között részt vett az Orvostudományi Szemle szerkesztésében. 1936 februárjában a közegészségügyi szolgálat terén kifejtett értékes munkássága elismeréséül a magyar királyi egészségügyi főtanácsosi címet adományozták számára.
A budapesti Orvosok Szövetségének titkára. Tagja számos orvosi és tudományos egyesületnek. Külföldi tanulmányútjai során megfordult Berlinben, Bécsben, Brüsszelben, Amszterdamban és Drezdában.
Felesége Redlich Gertrúd (1891–1942) volt, Redlich Sámuel és Ohrenstein Vilma lánya, akivel 1915. december 1-én Budapesten kötött házasságot. Gyermekük Gellért Elemér (1915–1944) jogszigorló.

## Művei
- Lépkiirtásról a hepato-lienalis rendszer megbetegedéseiben. (Gyógyászat, 1923, 11.)
- A panaritium felismerése és kezelése. (Gyógyászat, 1923, 25–26.)
- A betegség és a keresőképesség fogalma a betegségi biztosításban. (Munkaügyi Szemle, 1931, 7.)

## Díjai, elismerései
- Vöröskereszt hadiékítményes II. osztályú díszjelvénye (1916)
- Signum Laudis (1918)